# La Forêt-du-Parc
La Forêt-du-Parc è un comune francese di 527 abitanti situato nel dipartimento dell'Eure nella regione della Normandia.

## Società

### Evoluzione demografica
Abitanti censiti